# Pseudechiniscus sinensis
Pseudechiniscus sinensis är en djurart som tillhör fylumet trögkrypare, och som först beskrevs av E.von Rahm 1932.  Pseudechiniscus sinensis ingår i släktet Pseudechiniscus och familjen Echiniscidae. Inga underarter finns listade i Catalogue of Life.